# جزيرة ميرديكا الجنوبية
جزيرة ميرديكا الجنوبية وهي جزيرة من جزر إندونيسيا، وتقع مقاطعة كوتاي كارتانيغارا في إقليم كالمنتان الشرقية في إندونيسيا.
ومرديكا تعني الاستقلال باللغة الإندونيسية.